# Mordella brevistylis
Mordella brevistylis là một loài bọ cánh cứng trong họ Mordellidae. Loài này được Liljeblad miêu tả khoa học năm 1922.